# Aerobics

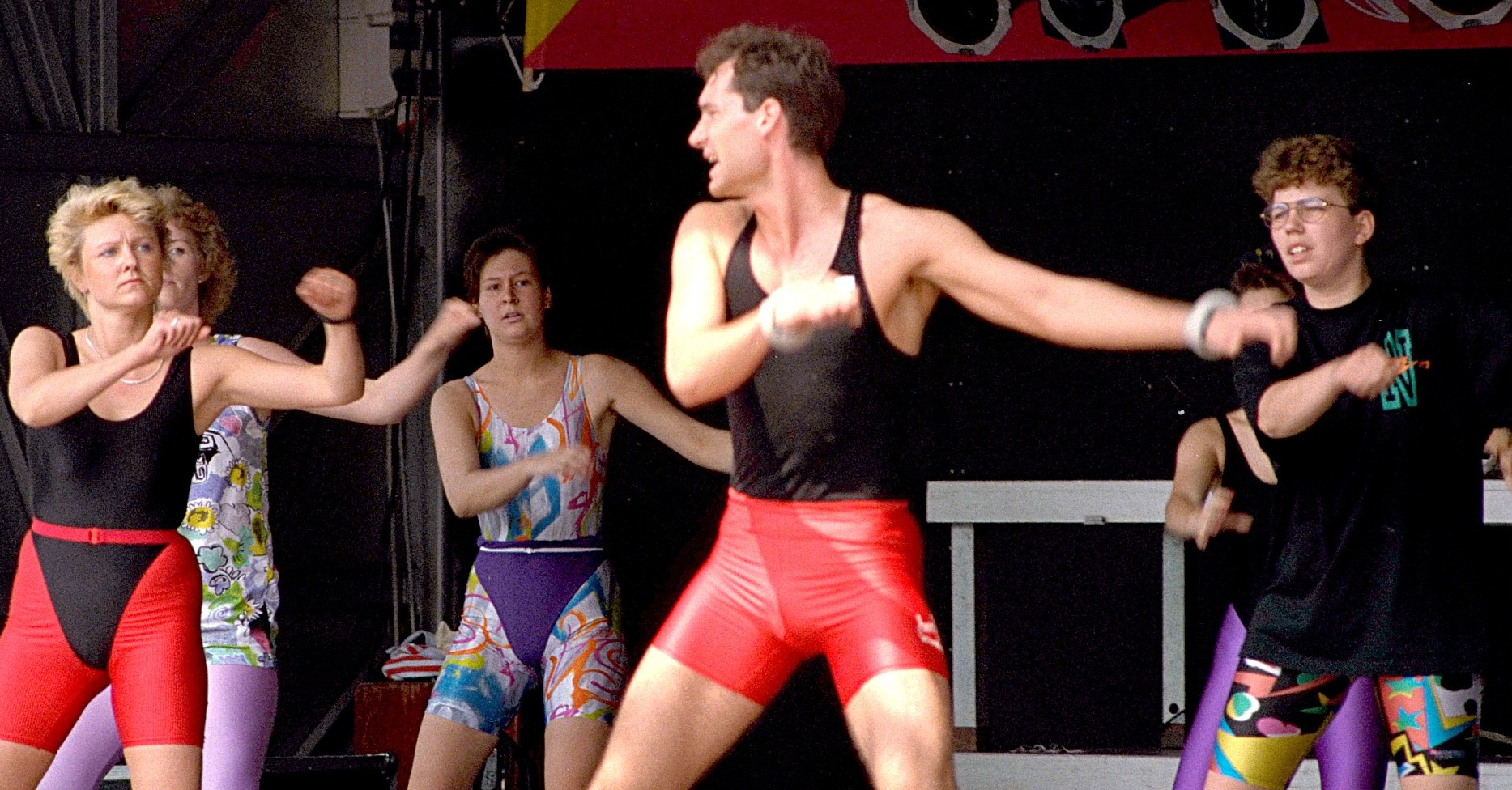
Aerobicpass

Aerobics är ett samlingsnamn på olika typer av träningspass som bygger på aerob träning, som gett aerobics sitt namn. Med aerobics förstås vanligen dansgymnastik det vill säga inomhusträning i grupp till en ledares instruktioner och till musik. De flesta aerobicspass utgör därför en specifik form av motionsgymnastik. Aerob träning betyder träning med tillgång till syre, således konditionsträning. Konditionen begränsas i första hand av hjärtats förmåga att pumpa ut blod i kroppen, kärlens förmåga att distribuera blodet och antalet mitokondrier i muskelns celler. Ett aerobicspass utgör därför kardiovaskulär träning.

## Historia
Aerobics utvecklades ursprungligen i USA som en träningsmetod för astronauter på 1960-talet. Aerobics som koncept introducerades i USA av läkaren Kenneth H. Cooper och fick stor spridning genom hans böcker Aerobics (1968) och The Aerobics Way (1977). Coopers system använder poängtabeller för att bedöma den aerobiska värdet av olika övningar för olika åldersgrupper. Genom  successiv ökning av både mängden och kvaliteten på träningen kan deltagarna mäta sin fysiska konditionsförbättring genom detta poängsystem. Då var musik fortfarande inte en del av aerobicsutövningen. Under 1980-talet blev aerobics populärt bland allmänheten tack vare Jane Fondas och Richard Simmons träningsvideor och instruktionsprogram. År 1982 kom aerobics till Norge och konceptet fick stor spridning på olika träningsanläggningar.

## Tilläggsbeteckningar

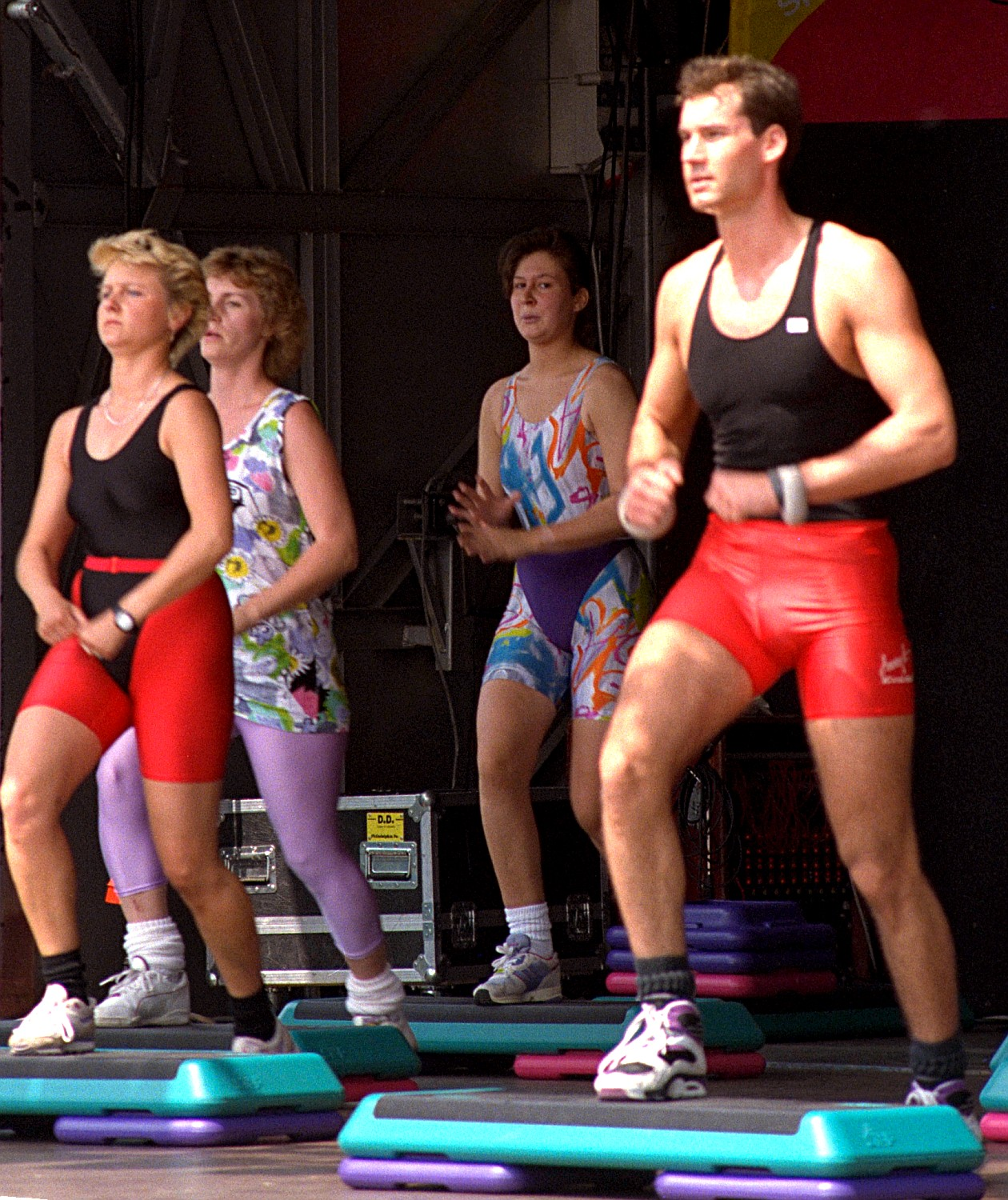
Step up på en stepbräda

Aerobicspass förekommer i olika varianter under olika tilläggsbeteckningar. Vanligen förekommande är:
- High impact: Ett pass med olika stegkombinationer där hopp ingår.[2] Även muskelträning kan ingå på slutet.
- Low impact: Samma som Hi/Lo men utan hopp.[1]
- Step up: Konditionsträning upp och ner på en stepbräda.[1] Muskelträning kan ingå på slutet.
- Funk: Hiphop-inspirerat pass.[1]
- Salsa: Salsa-inspirerat pass.
- Bodytoning: Muskelträningspass med lätta vikter.
- Slide: Du glider fram och tillbaka i sidled på en så kallad slidematta, som skridskoåkning.
- Boxaerobics: En blandning mellan aerobics och kampsport.
- Fitball: Muskelträningspass med en cirka 65 cm stor boll.

Alla passen brukar delas in i lättare och svårare pass. Ett pass kan även köras som intervallträning, dvs man växlar mellan kondition och styrka i olika tidsintervaller. När man väljer pass ska man ta hänsyn till vilket mål man har med sin träning. Om man till exempel vill förbättra konditionen ska man välja ett pass där det ingår konditionsträning.

## Aerobicspassets olika delar
- Uppvärmning: De första 8-10 minuterna i syfte att förbereda kroppen på ökad belastning. Ökar prestationsförmågan och motivationen samt förebygger skador. I uppvärmningen ska det alltid vara låg belastning på muskler och leder samt låg intensitet. De första 5 minuterna består av enkla steg för att höja kroppstemperaturen. De sista minuterna ägnas åt uppmjukning av leder och lätt töjning av muskler i syfte att öka rörelseomfånget.

- Upptrappning: Ca 5 minuter. Består av enkla steg i Low Impact där man långsamt börjar höja pulsen.

- Konditionsträning: Högre tempo. Stegkombinationerna ökar. I denna del är det viktigt att bibehålla pulsen i träningszonen hela tiden. Man ska uppleva konditionsträningen som lite ansträngande eller mer. Andningen ska öka till en nivå där du upplever träningen som behaglig för just dig. Denna del bör hålla på i minst 20 minuter utan avbrott för att konditionsförbättring ska ske. Stegkombinationerna består av olika block. 1 block består av 4 stycken åttor (en åtta är åtta slag i musiken), dvs. om du går i takt till musiken går du 32 steg i ett block. Varje åtta lärs ut för sig och till sist sätter man ihop åttorna, först två och två och till sist alla fyra. Hur många block ett pass består av är olika. 4-6 block är vanligt. Nybörjarpassen innehåller färre block och stegen byggs på efterhand. Stegen lärs först ut på stället och sedan med förflyttning. Olika riktningsförändringar, armrörelser m.m. gör att ett steg går att förändra nästan hur mycket som helst.

- Nedvarvning: Långsam sänkning av pulsen. Low Impact med lägre intensitet i 3-5 minuter.

- Muskelträning: Träning med lätt belastning av kroppens stora muskelgrupper framförallt för överkroppen. Tänk på att du ska ha en sådan kontroll att du kan stanna när som helst i rörelsen.

- Stretching: 7-10 minuter. Undviker stelhet i musklerna, snabbare återhämtning, förebygger skador och förbättrar hållningen. Kroppens största muskelgrupper stretchas.